# Sarpsborg 08 Fotballforening 2014
Questa voce raccoglie le informazioni riguardanti il Sarpsborg 08 Fotballforening nelle competizioni ufficiali della stagione 2014.

## Stagione
Il club, per la stagione 2014, ha confermato in panchina il tecnico inglese Brian Deane. Sotto la guida tecnica di Deane, il club ha raggiunto l'ottavo posto in campionato, frutto di 10 vittorie, 10 pareggi e 10 sconfitte. In Coppa di Norvegia il club ha superato i primi quattro turni (rispettivamente contro Sarpsborg, Lørenskog, Follo e Start) e i quarti di finale contro il Lillestrøm, ma è uscito sconfitto dalla semifinale contro l'Odd.

## Maglie e sponsor
Lo sponsor tecnico per la stagione 2014 è stato Legea, mentre lo sponsor ufficiale è stato Borregaard. La divisa casalinga era composta da una maglietta blu con una striscia verticale bianca sul petto, pantaloncini e calzettoni blu. Quella da trasferta era invece costituita da una maglia verde, con pantaloncini e calzettoni neri.
| Casa | Trasferta |

## Rosa
| N. |                           | Ruolo | Calciatore                 |
| -- | ------------------------- | ----- | -------------------------- |
| 1  | Norvegia (bandiera)       | P     | Gudmund Kongshavn          |
| 3  | Norvegia (bandiera)       | D     | Andreas Nordvik            |
| 4  | Norvegia (bandiera)       | D     | Kjetil Berge               |
| 5  | Islanda (bandiera)        | C     | Þórarinn Ingi Valdimarsson |
| 6  | Germania (bandiera)       | D     | Jérôme Polenz              |
| 6  | Norvegia (bandiera)       | D     | Christian Brink            |
| 7  | Norvegia (bandiera)       | A     | Martin Wiig                |
| 8  | Islanda (bandiera)        | C     | Guðmundur Þórarinsson      |
| 10 | Costa Rica (bandiera)     | A     | Jorge Castro               |
| 11 | Norvegia (bandiera)       | D     | Kristoffer Tokstad         |
| 12 | Norvegia (bandiera)       | C     | Olav Øby                   |
| 13 | Norvegia (bandiera)       | D     | Ole Heieren Hansen         |
| 14 | Norvegia (bandiera)       | C     | Badr Rahhaoui              |
| 15 | Norvegia (bandiera)       | D     | Sindre Wormdahl            |
| 16 | Norvegia (bandiera)       | D     | Joachim Thomassen          |
| 17 | Danimarca (bandiera)      | C     | Steffen Ernemann           |
| 19 | Costa d'Avorio (bandiera) | A     | Franck Dja Djédjé          |

| N. |                      | Ruolo | Calciatore            |
| -- | -------------------- | ----- | --------------------- |
| 20 | Norvegia (bandiera)  | D     | Aleksander Bjørnvåg   |
| 21 | Danimarca (bandiera) | C     | Oliver Feldballe      |
| 22 | Danimarca (bandiera) | C     | Claes Kronberg        |
| 23 | Norvegia (bandiera)  | D     | Tom Erik Breive       |
| 25 | Norvegia (bandiera)  | A     | Martin Hoel Andersen  |
| 26 | Norvegia (bandiera)  | D     | Martin Thømt Jensen   |
| 27 | Giamaica (bandiera)  | P     | Duwayne Kerr          |
| 31 | Norvegia (bandiera)  | P     | Christian Sukke       |
| 36 | Serbia (bandiera)    | C     | Bojan Zajić           |
| 40 | Norvegia (bandiera)  | P     | Thomas Myhre Bubak    |
| 41 | Norvegia (bandiera)  | C     | Gagandeep Singh Lally |
| 41 | Norvegia (bandiera)  | D     | Thomas Aaram          |
| 43 | Norvegia (bandiera)  | D     | Brice Wembangomo      |
| 44 | Norvegia (bandiera)  | D     | Jonas Alexander Olsen |
| 69 | Francia (bandiera)   | D     | Jérémy Berthod        |
| 99 | Nigeria (bandiera)   | A     | Aaron Samuel          |

## Calciomercato

### Sessione invernale(dal 01/01 al 31/03)
| Arrivi | Arrivi             | Arrivi    | Arrivi     |
| R.     | Nome               | da        | Modalità   |
| ------ | ------------------ | --------- | ---------- |
| D      | Andreas Nordvik    |           | svincolato |
| D      | Joachim Thomassen  | Vålerenga | definitivo |
| D      | Kristoffer Tokstad | Strømmen  | definitivo |
| A      | Franck Dja Djédjé  |           | svincolato |
| A      | Bojan Zajić        |           | svincolato |

| Partenze | Partenze             | Partenze | Partenze      |
| R.       | Nome                 | a        | Modalità      |
| -------- | -------------------- | -------- | ------------- |
| P        | Haraldur Björnsson   | Strømmen | prestito      |
| D        | Álvaro Baigorri      |          | svincolato    |
| D        | Derek Décamps        | Angers   | fine prestito |
| D        | Berat Jusufi         |          | svincolato    |
| C        | Tobias Henanger      |          | svincolato    |
| A        | Mohamed Elyounoussi  | Molde    | definitivo    |
| A        | Magnus Sylling Olsen |          | svincolato    |

### Tra le due sessioni
| Arrivi | Arrivi | Arrivi | Arrivi   |
| R.     | Nome   | da     | Modalità |
| ------ | ------ | ------ | -------- |

| Partenze | Partenze          | Partenze | Partenze   |
| R.       | Nome              | a        | Modalità   |
| -------- | ----------------- | -------- | ---------- |
| D        | Christian Brink   |          | svincolato |
| A        | Franck Dja Djédjé |          | svincolato |

### Sessione estiva(dal 15/07 all'11/08)
| Arrivi           | Arrivi                | Arrivi      | Arrivi        |
| R.               | Nome                  | da          | Modalità      |
| ---------------- | --------------------- | ----------- | ------------- |
| P                | Gudmund Kongshavn     | Vålerenga   | prestito      |
| P                | Markus Stige          | Fredrikstad | definitivo    |
| D                | Jérôme Polenz         |             | svincolato    |
| C                | Oliver Feldballe      | Cambuur     | definitivo    |
| C                | Gagandeep Singh Lally | Fredrikstad | definitivo    |
| A                | Jorge Castro          | Start       | prestito      |
| Altre operazioni |                       |             |               |
| R.               | Nome                  | da          | Modalità      |
| P                | Haraldur Björnsson    | Strømmen    | fine prestito |

| Partenze | Partenze                   | Partenze         | Partenze      |
| R.       | Nome                       | a                | Modalità      |
| -------- | -------------------------- | ---------------- | ------------- |
| P        | Haraldur Björnsson         | Östersund        | definitivo    |
| P        | Kjetil Haug                | Manchester City  | definitivo    |
| D        | Thomas Aaram               | Borgen Sarpsborg | prestito      |
| D        | Jonas Alexander Olsen      | Fredrikstad      | definitivo    |
| C        | Þórarinn Ingi Valdimarsson | ÍBV Vestmannæyja | fine prestito |
| A        | Aaron Samuel               | Guangzhou R&F    | definitivo    |

## Risultati

### Eliteserien

#### Girone di andata
| Arbitro: | Hafsås (Trondheim) |

|                                         |           |  |
| Zajić 21’ Samuel 37’ (rig.), 54’ (rig.) | Marcatori |  |

| Arbitro: | Rafiq (Oslo) |

|         |           |               |
| Flo 56’ | Marcatori | 1’ Dja Djédjé |

| Arbitro: | Johnsen (Tønsberg) |

|              |           |             |
| Ernemann 45’ | Marcatori | 88’ Vikstøl |

| Arbitro: | Sandmoen (Kjelsås) |

|                                                        |           |            |
| Gulbrandsen 25’, 64’ Elyounoussi 60’, 90’ Svendsen 89’ | Marcatori | 20’ Samuel |

| Arbitro: | Berntsen (Vang) |

|                                     |           |  |
| Dja Djédjé 62’ Samuel 75’ Zajić 80’ | Marcatori |  |

| Arbitro: | Hagen (Grue) |

|                           |           |  |
| Samuelsen 17’ Johnsen 86’ | Marcatori |  |

| Arbitro: | Hafsås (Trondheim) |

|                        |           |             |
| Berthod 39’ Samuel 75’ | Marcatori | 15’ Midtsjø |

| Arbitro: | Skjerven (Kaupanger) |

|                                      |           |                          |
| Kassi 38’ Adu 43’ (rig.) Brustad 45’ | Marcatori | 78’ Þórarinsson 90’ Wiig |

| Arbitro: | Berntsen (Vang) |

|                                                       |           |              |
| Hamoud 25’ Kovács 45’ Vilsvik 88’ (rig.) Ødegaard 90’ | Marcatori | 90’ Kronberg |

| Arbitro: | Sandmoen (Kjelsås) |

|             |           |              |
| Tokstad 68’ | Marcatori | 29’ Svensson |

| Ålesund 25 maggio 2014, ore 15:30 11ª giornata | Aalesund     | 0 – 0 referto | Sarpsborg 08 | Color Line Stadion (7.731 spett.)\| Arbitro: \| Rafiq (Oslo) \| |
| Arbitro:                                       | Rafiq (Oslo) |               |              |                                                                 |

| Arbitro: | Johansen (Brevik) |

|              |           |                |
| Ernemann 62’ | Marcatori | 46’ Böðvarsson |

| Arbitro: | Døvle (Larvik) |

|                                      |           |  |
| Sema 14’, 68’ Gytkjær 17’ Fevang 44’ | Marcatori |  |

| Arbitro: | Lundby (Bøverbru) |

|                    |           |               |
| Zajić 22’ Wiig 86’ | Marcatori | 66’ P. Ndiaye |

| Lillestrøm 12 luglio 2014, ore 18:00 15ª giornata | Lillestrøm    | 0 – 0 referto | Sarpsborg 08 | Åråsen Stadion (4.376 spett.)\| Arbitro: \| Hansen (Feda) \| |
| Arbitro:                                          | Hansen (Feda) |               |              |                                                              |

#### Girone di ritorno
| Arbitro: | Kjensli (Oslo) |

|                                    |           |                                |
| Thømt Jensen 22’ Kronberg 33’, 47’ | Marcatori | 62’ Orry Larsen 90’ Abdellaoue |

| Arbitro: | Helgerud (Lier) |

|                                     |           |                                                                |
| Laajab 6’, 57’ (rig.) P. Ndiaye 36’ | Marcatori | 31’ Zajić 51’ Thømt Jensen 81’ (rig.) Kronberg 85’ Þórarinsson |

| Arbitro: | Sandmoen (Kjelsås) |

|  |           |                            |
|  | Marcatori | 39’ Andreassen 50’ Gytkjær |

| Arbitro: | Hagen (Grue) |

|                                  |           |                        |
| Kjartansson 50’ (rig.) Zahid 70’ | Marcatori | 54’ Breive 82’ Tokstad |

| Arbitro: | Hansen (Feda) |

|  |           |                        |
|  | Marcatori | 48’ Forren 76’ Høiland |

| Arbitro: | Staberg (Harstad) |

|                    |           |  |
| Søderlund 29’, 80’ | Marcatori |  |

| Arbitro: | Sandmoen (Kjelsås) |

|                      |           |                         |
| Berge 16’ Castro 65’ | Marcatori | 20’ Samuelsen 79’ Shala |

| Arbitro: | Hagen (Grue) |

|  |           |                             |
|  | Marcatori | 26’ Þórarinsson 40’ Tokstad |

| Sarpsborg 21 settembre 2014, ore 18:00 24ª giornata                           | Sarpsborg 08 | 3 – 1 referto | Sogndal | Sarpsborg Stadion (3.509 spett.) |
| \| \| \| \| \| Castro 43’ Feldballe 52’ Zajić 57’ \| Marcatori \| 83’ Otoo \| |              |               |         |                                  |
|                                                                               |              |               |         |                                  |
| Castro 43’ Feldballe 52’ Zajić 57’                                            | Marcatori    | 83’ Otoo      |         |                                  |

| Arbitro: | Johansen (Brevik) |

|                          |           |          |
| Ajer 21’ Tripić 80’, 82’ | Marcatori | 75’ Wiig |

| Sarpsborg 5 ottobre 2014, ore 15:30 26ª giornata | Sarpsborg 08         | 0 – 0 referto | Strømsgodset | Sarpsborg Stadion (4.080 spett.)\| Arbitro: \| Hobber Nilsen (Oslo) \| |
| Arbitro:                                         | Hobber Nilsen (Oslo) |               |              |                                                                        |

| Arbitro: | Hafsås (Trondheim) |

|            |           |                             |
| Haugen 26’ | Marcatori | 72’ Nordvik 82’ Þórarinsson |

| Arbitro: | Gya |

|             |           |          |
| Tokstad 67’ | Marcatori | 61’ Boli |

| Arbitro: | Lundby (Bøverbru) |

|           |           |  |
| Nisja 55’ | Marcatori |  |

| Arbitro: | Staberg (Harstad) |

|                                             |           |                         |
| Kronberg 26’ (rig.) Zajić 76’ Thomassen 82’ | Marcatori | 43’ Mjelde 86’ Pálmason |

### Norgesmesterskapet
| Arbitro: | Grenå Pettersen |

|  |           | |
|  | Marcatori | 10’ Kronberg 15’, 56’ Zajić 19’ Thømt Jensen 21’, 86’ Dja Djédjé 37’ Valdimarsson 63’ Brink 65’, 87’ Tokstad 77’ Þórarinsson |

| Arbitro: | Hansen |

|  |           |                 |
|  | Marcatori | 75’ Þórarinsson |

| Arbitro: | Edvartsen (Hamar) |

|                         |           |  |
| Dja Djédjé 16’ Wiig 18’ | Marcatori |  |

| Arbitro: | Berntsen (Vang) |

|                                      |           |                           |
| Samuel 3’ (rig.), 57’ Dja Djédjé 81’ | Marcatori | 56’ Hoff 86’ Vilhjálmsson |

| Arbitro: | Johnsen (Tønsberg) |

|  |           |                    |
|  | Marcatori | 15’ Zajić 80’ Wiig |

| Arbitro: | Moen (Haugesund) |

|                                                      |           |                           |
| Shala 49’ (rig.), 71’ Halvorsen 58’, 90’ Johnsen 66’ | Marcatori | 38’ Zajić 77’ Þórarinsson |